# Искробезопасная электрическая цепь
Искробезопа́сная электри́ческая цепь — электрическая цепь, выполненная так, что электрический разряд не может воспламенить взрывоопасную среду с вероятностью большей 0,001 при предписанных условиях испытания. Вид взрывозащиты «искробезопасная электрическая цепь» основывается на поддержании искробезопасного тока (напряжения, мощности или энергии) в электрической цепи.

## Уровни искробезопасности электрических цепей

### Уровень ia
Особо взрывобезопасный
Предполагает сохранение условий безопасности даже в случае двух одновременных и независимых повреждений, поэтому этот уровень взрывозащиты обеспечивает наибольшую безопасность и применим для зон 0, 1 и 2.

### Уровень ib
Взрывобезопасный. Допускает только одно повреждение и поэтому применим только для Зоны 1 и Зоны 2.

### Уровень ic
Повышенная надежность против взрыва. Не допускает повреждений и поэтому применим только для Зоны 2.

## Взрывоопасные зоны
- Зона 0 — зона в которой взрывоопасная газовая смесь присутствует постоянно или в течение длительных периодов времени.
- Зона 1 — зона, в которой существует вероятность присутствия взрывоопасной газовой смеси в нормальных условиях эксплуатации.
- Зона 2 — зона, в которой маловероятно присутствие взрывоопасной газовой смеси в нормальных условиях эксплуатации, а если она возникает, то редко, и существует очень непродолжительное время.

## Коэффициенты искробезопасности
Под коэффициентом искробезопасности понимается отношение минимальных воспламеняющих параметров к соответствующим искробезопасным. По стандартам США для вида взрывозащиты «искробезопасная электрическая цепь» приняты следующие коэффициенты искробезопасности:
- 1,5 — при наиболее неблагоприятных условиях и одном повреждении,
- 1 — при наиболее неблагоприятных условиях и двух повреждениях.

В Северной Америке принят коэффициент искробезопасности 1,5 по энергии, если конструкция устройства экспериментально испытана. При теоретических исследованиях применяется коэффициент 2 по напряжению и току для нормального режима и одного повреждения в аварийном режиме, коэффициент 1,33 применяется для аварийного режима с двумя повреждениями. Основной причиной повышения значений коэффициентов искробезопасности при теоретических исследованиях является неизвестность номинальных значений компонентов. Например, значение индуктивности может зависеть от метода измерения.
В соответствии с европейскими стандартами и российским ГОСТ искробезопасные цепи должны иметь коэффициент искробезопасности не ниже 1,5 в нормальном режиме работы электрооборудования, а также в аварийных режимах при искусственно создаваемых повреждениях его элементов и соединений. Коэффициент искробезопасности 1,5 применяется к напряжению и току, ему соответствует коэффициент 2,25 по энергии.

## Классификация искробезопасного оборудования

### Простое электрооборудование
Простое электрооборудование (simple apparatus) — электрическое устройство или их совокупность со значениями электрических параметров, которые соответствуют параметрам искробезопасной электрической цепи, в которой они используются.
Считают простым следующее электрооборудование:
- пассивные электрические устройства, например выключатели, распределительные коробки, резисторы и простые полупроводниковые приборы;
- электрические устройства, способные накапливать энергию, с установленными электрическими параметрами, значения которых учитывают при определении искробезопасности цепей (например, конденсаторы или катушки индуктивности);
- электрические устройства, способные генерировать энергию, например термопары и фотоэлементы, параметры которых не превышают 1,5 В, 100 мА и 25 мВт. Значения индуктивности или ёмкости, которыми обладают эти электрические устройства, учитывают, как указано в подпункте выше.

Простое оборудование, тем не менее, должно соответствовать требованиям, предъявляемым действующей НТД к искробезопасному оборудованию. В соответствии с ГОСТ Р МЭК 60079-11-2010 при применении простого оборудования в искробезопасных цепях следует также учитывать следующее:
1. безопасность простого оборудования не должна обеспечиваться применением ограничительных устройств по току и/или напряжению;
2. в оборудовании должны отсутствовать средства увеличивающие значения тока или напряжения;
3. простое оборудование должно быть испытано 2-кратным напряжением, но не менее 500 В;
4. зажимы простого оборудования должны отвечать специальным требованиям;
5. неметаллические оболочки или оболочки из лёгких сплавов должны удовлетворять требованиям по электростатической безопасности;
6. необходима оценка температурного класса оборудования.

На практике такие ограничения вызывают определенные трудности при использовании простого оборудования в искробезопасных цепях. С выполнением и проверкой условий 1—2 обычно не бывает проблем; ограничения 3—6 вызывают определенные трудности. Так, например, термопреобразователь сопротивления (ТСМ или ТСП) в общем случае подпадает под определение «простого оборудования», но согласно ГОСТ 6651-2009 в соответствии с которым выпускаются термопреобразователи сопротивления, они подвергаются испытанию лишь на напряжение в 250 В, следовательно, не могут быть использованы в искробезопасных цепях. Для включения ТСМ (ТСП) в ИБЦ требуется специальное исполнение датчика, прошедшего соответствующее испытание на прочность изоляции.

### Искробезопасное электрооборудование
Искробезопасным электрооборудованием является электрооборудование, у которого внешние и внутренние электрические цепи искробезопасны. Внешнее оборудование (выходные элементы, преобразователи «ток-давление», клапаны соленоидов и т. д.), применяющееся во взрывоопасных зонах, должно быть сертифицировано на искробезопасность. Сертификация основывается на максимальном уровне энергии (группа газа) и величине температуры самовоспламенения. Маркировка электрооборудования, устанавливаемого во взрывоопасных условиях, должна содержать обозначения уровня искробезопасной цепи.

### Связанное электрооборудование
К этому типу устройств относят электрооборудование или его цепи, которые при нормальном или аварийном режиме работы не отделены гальванически от искробезопасных цепей. Пассивные барьеры, изолированные барьеры постоянного тока и контрольно — измерительное оборудование, которые применяются для сопряжения и измерения сигналов, поступающих из опасных зон, являются основной частью этого типа оборудования и должны быть сертифицированы на соответствие максимальному значению энергии (группа газа), которое может быть передано во взрывоопасную зону.
Электрооборудование должно размещаться во взрывобезопасной зоне, а при размещении во взрывоопасной среде должно иметь соответствующие виды взрывозащиты. В европейской практике для связанного электрооборудования, размещенного во взрывобезопасной зоне, применяется следующая маркировка: [Ex ia] IIC. Связанное электрооборудование, размещенное во взрывоопасной зоне и имеющее вид взрывозащиты «взрывонепроницаемая оболочка», маркируется следующим образом: Ex «d» [ia] IIC T4. Маркировка в квадратных скобках указывает на то, что это связанное электрооборудование. Взрывозащищенное электрооборудование с видом взрывозащиты «искробезопасная электрическая цепь», размещенное во взрывоопасной зоне, должно быть также сертифицировано на соответствие величине температуры самовоспламенения.

## Прокладка кабелей и электропроводка
Электроустановки с искробезопасными электрическими цепями должны быть смонтированы таким образом, чтобы на их искробезопасность не оказывали неблагоприятное воздействие внешние электрические или магнитные поля, например, от близлежащих воздушных линий электропередачи или сильноточных одножильных кабелей. Это может быть достигнуто, например, использованием экранов и (или) изгибом жил или обеспечением требуемого удаления от источника электрического или магнитного поля.
Согласно Правилам устройства электроустановок (ПУЭ), кабели искробезопасных электрических цепей как во взрывоопасной зоне, так и вне её должны отвечать следующим требованиям:
- кабели искробезопасных электрических цепей должны быть отделены от всех кабелей искроопасных цепей с соблюдением требований ГОСТ 22782.5-78;
- использование одного кабеля для искробезопасных и искроопасных цепей не допускается;
- провода искробезопасных цепей высокой частоты не должны иметь петель;
- провода искробезопасных цепей должны быть защищены от наводок, нарушающих их искробезопасность.

Проводники искробезопасных и искроопасных электрических цепей в одном и том же пучке или канале рекомендуется разделять промежуточным слоем изоляционного материала или заземленной металлической перегородкой. Никакого разделения не требуется, если для искробезопасных или искроопасных цепей используют металлические оболочки или экраны. Поскольку искробезопасные электрические цепи применяются во взрывоопасных зонах, то при прокладке кабельных трасс следует учитывать и другие требования ПУЭ.
При выборе кабельной продукции следует учитывать следующие требования ПУЭ для взрывоопасных зон:
- запрещается применение неизолированных проводников;
- допускается применение проводов и кабелей только с медными жилами;
- допускается применение проводов и кабелей с поливинилхлоридной и резиновой изоляцией;
- запрещается применение проводов и кабелей с полиэтиленовой изоляцией;
- запрещается применение кабелей с алюминиевой оболочкой во взрывоопасных зонах класса BI и BIa;
- при внешней прокладке оболочка и покрытие кабелей не должны поддерживать горение (например, не допустимы джут, битум, хлопчатобумажная оплетка).

Каждая неиспользуемая жила в многожильном кабеле должна быть соответствующим образом изолирована от земли и от других жил с обоих концов за счет использования соответствующих концевых заделок или в случае, если другие цепи в многожильном кабеле имеют заземление (имеется в виду через связанное оборудование), жила должна быть соединена с точкой заземления, используемой для заземления любых искробезопасных цепей в том же кабеле, но её следует должным образом изолировать от земли и от других жил на другом конце за счет использования соответствующих концевых заделок.
По правилам ПУЭ изоляция проводов искробезопасных электрических цепей должна иметь отличительный синий цвет. Допускается маркировать синим цветом только концы проводов.